# Les Mars
Les Mars é uma comuna francesa na região administrativa da Nova Aquitânia, no departamento de Creuse. Estende-se por uma área de 12,90 km². Em 2010 a comuna tinha 193 habitantes (densidade: 15 hab./km²).